# Баткън
Баткън (на турски: Batkın) е село в Източна Тракия, Турция, Вилает Родосто.

## География
Селото се намира на 12 км северно от Малгара.

## История
В началото на 20 век Баткън е село в Хайреболска кааза на Османската империя. Според статистиката на професор Любомир Милетич в 1912 година в селото живеят помаци.